# Massimo Olcese
Massimo Olcese (Genova, 27 ottobre 1957) è un comico e attore italiano.

## Biografia
Nato a Genova nel 1957, si diploma alla scuola del Teatro Stabile. Noto al grande pubblico soprattutto per il duo comico Chiquito y Paquito, formato con Adolfo Margiotta, con cui propone una serie di parodie di telenovela, trasmessa all'interno del programma Avanzi nel 1993, è attore di teatro e cinema.

## Teatro
- La bocca del lupo di A. Bagnasco, L. Bruni, G. D'Agata, regia di Marco Sciaccaluga
- Il processo della scrofa di Henri Deblue, regia di Gino Zampieri (1981)
- L'orologio americano di Arthur Miller, regia di Elio Petri (1981)
- Pericle, principe di Tiro di William Shakespeare, regia di William Gaskill (1982)
- Le casaccie di Eugenio Bonaccorsi e Carlo Repetti, regia di Giorgio Gallione (1983)
- Pur di conquistare si sottomette di O. Goldsmith, regia di Marco Sciaccaluga
- Barbari di Berry Keeffe, regia di Sandro Baldacci (1985)
- Vladimir di Marco Tulipano, regia di Mario Di Iorio (1986)
- Canta, canta, cantastorie di Emanuele Luzzati, regia di Enrico Campanati (1989)
- La Commedia da due lire di Paolo Rossi, regia di Giampiero Solari
- Peggio che andar di notte di Paolo Rossi, Massimo Olcese, Adolfo Margiotta e Giampiero Solari, regia di Giampiero Solari
- Il viaggio dell'uomo che cercava di Jean Paul Denizon, regia di Jean Paul Denizon (1992)
- A piedi nudi nel parco di Neil Simon, regia di Ennio Coltorti (1993)
- Piccoli mostri di Roma Mahicu, regia di Ennio Coltorti (1993)
- Brancaleone di Giampiero Solari, regia di Giampiero Solari (1998)
- Le Voci (sole) di Christian Olcese, regia di Christian Olcese (2024)

## Filmografia

### Attore
- Piccole stelle, regia di Nicola Di Francescantonio (1988)
- La via del cibo, regia di  Eugenio Donadoni e Paolo Ippolito (1994)
- Peggio di così si muore, regia di Marcello Cesena (1995)
- In principio erano le mutande, regia di Anna Negri (1996)
- Cuba libre - Velocipedi ai tropici, regia di David Riondino (1997)
- La grande prugna, regia di Claudio Malaponti (1999)
- Sulla spiaggia al di là del molo, regia di Giovanni Fago (2000)
- 500!, regia di Giovanni Robbiano, Lorenzo Vignolo e Matteo Zingirian (2001)
- Nati stanchi, regia di Dominick Tambasco (2002)
- Volevo solo dormirle addosso, regia di Eugenio Cappuccio (2004)
- Cenci in Cina, regia di Marco Limberti (2008)
- Passannante , regia di Sergio Colabona (2011)
- Ti stimo fratello regia di Giovanni Vernia e Paolo Uzzi (2012)
- Stai lontana da me, regia di Alessio Maria Federici (2013)
- Infernet, regia di Giuseppe Ferlito (2016)
- Uno di famiglia, regia di Alessio Maria Federici (2018)
- Rapiscimi, regia di Giovanni Luca Gargano (2018)
- Hammamet, regia di Gianni Amelio (2020)

### Regista
- Me ne fotto di Rocco Barbaro, Paco D'Alcatraz, Massimo Olcese
- Vai avanti tu che io ti perseguito di Salvo Ficarra, Valentino Picone, Massimo Olcese
- Senza schianto, regista e ideatore Rocco Barbaro e Massimo Olcese (1998-1999)
- La Poesia non è una cosa per giovani, scritto con Christian Olcese, con Christian Olcese e Ettore Scarpa (2025)

### Doppiatore
- Koda, fratello orso e Koda, fratello orso 2 - voce di Fiocco

## Programmi televisivi
- Avanzi, regia di Franza Di Rosa (Rai 3, 1992)
- Tunnel, regia di Franza Di Rosa (Rai 3, 1993)
- Producer - Il grande gioco del cinema, regia di Franza Di Rosa (Rai 3, 1995)
- Pippo Chennedy Show, regia di Franza Di Rosa (Rai 2, 1997)
- Disokkupati, regia di Franza Di Rosa – sitcom (1997)
- Francamente me ne infischio, regia di Paolo Beldì (Rai 1, 1999)
- Millennium - La notte del 2000, regia di Stefano Vicario (Rai 1, 1999)
- Ciao 2000 (Rai 2, 2000)
- Superconvenscion (Rai 2, 2001)
- Don Matteo – serie TV, episodio 3x02 (2002)
- 7 vite – serie TV (2007)
- Un posto al sole – soap opera (Rai 3, 2009-2010)
- Don Matteo – serie TV, episodio 8x10 (2011)
- La dama velata – serie TV (2015)
- Rocco Schiavone – serie TV (2016- in corso)
- Sopravvissuti – serie TV, episodi 1x10-1x11 (2022)

## Cabaret
- Tre Gabbiani di Adolfo Margiotta, Massimo Olcese e Mauro Pagani, regia di Adolfo Margiotta, Massimo Olcese e Mauro Pagani (1989)
- Vietato ai minori di Adolfo Margiotta e Massimo Olcese, regia di Adolfo Margiotta e Massimo Olcese (1990)

## Radio
- L'okei, regia di Vito Elio Petrucci (Rai Radio Due, 1983)
- L'arcobaleno, regia di Massimo Olcese (Rai Radio Tre, 1987-1989)

## Pubblicità
- Acqua Brio blu, con Max Tortora